# Flaga Powierniczych Wysp Pacyfiku
Flaga Powierniczych Wysp Pacyfiku – została wprowadzona 19 października 1965 roku, zastępując używaną wcześniej flagę ONZ. 
6 gwiazd symbolizowało Mariany Północne, Wyspy Marshalla, Yap, Chuuk, Pohnpei i Palau. Kolor niebieski symbolizował wolność i lojalność.
Na początku lat 80. wszystkie wyspy przyjęły własne flagi, wskutek czego zaprzestano jej używania.